# Благодатное (Приморский край)
Благода́тное — село в Хорольском районе Приморского края России. Административный центр Благодатненского сельского поселения.

## География
Село Благодатное стоит на 44 километре автотрассы «Михайловка — Хороль — Турий Рог», расстояние до села Хороль (на север) 12 км.

## История
Село является самым старым в районе. Основано в 1875 году казаками из Забайкалья и Дона. Это был казачий пост, который постепенно перерос в станицу. В годы Гражданской войны многие жители участвовали в борьбе с белогвардейцами. В 1929 году возник колхоз «Красная искра». Трагичными страницами в истории села являются годы сталинских репрессий. В селе было расстреляно несколько семей полностью. На фронтах Великой Отечественной войны погибло 33 жителя села, которым благодарные односельчане установили в селе памятник.

## Население
| 1879 | 1888 | 2002 | 2008 | 2010 |
| ---- | ---- | ---- | ---- | ---- |
| 262  | ↗303 | ↗914 | ↗994 | ↘763 |

## Улицы
| - Рабочий 1-й пер. - Рабочий 2-й пер. - Рабочий 3-й пер. | - Гарнизон ул. - Колхозная ул. - Ленинская ул. | - Молодёжная ул. - Нагорная ул. - Октябрьская ул. | - Почтовая ул. - Филиппова ул. |

## Экономика
Ведущим предприятием является СХПК «Благодатный», которое ориентируется на выращивание зерновых и овощных культур, разведение крупного рогатого скота. ООО «Амброзия» — частное предприятие, занимающееся выращиванием сои и производством соевой продукции, а также выработкой кормов для животноводства.

## Инфраструктура
В селе находится средняя школа, клуб, библиотека-музей, фельдшерско-акушерский пункт, почтовое отделение, несколько магазинов.